# Togo na Zimních olympijských hrách 2014
Togo na Zimních olympijských hrách 2014 reprezentovali dva sportovci (resp. sportovkyně) ve 2 druzích sportu, kteří se zúčastnili her ve dnech 7. - 23. února 2014. Jednalo se o debut Toga na zimních hrách. Výprava Toga nezískala žádnou medaili.

## Počty sportovců dle jednotlivých sportů
| Sport            | Muži | Ženy | Celkem |
| ---------------- | ---- | ---- | ------ |
| Alpské lyžování  | 0    | 1    | 1      |
| Běžecké lyžování | 0    | 1    | 1      |
| Celkem           | 63   | 25   | 88     |

## Alpské lyžování
| Sportovec            | Disciplína  | 1. kolo     | 1. kolo     | 2. kolo     | 2. kolo     | Celkem      | Celkem      |
| Sportovec            | Disciplína  | Čas         | Pořadí      | Čas         | Pořadí      | Čas         | Pořadí      |
| -------------------- | ----------- | ----------- | ----------- | ----------- | ----------- | ----------- | ----------- |
| Alessia Afi Dipolová | Obří slalom | 1:31.66     | 60          | 1:31.14     | 53          | 3:02.80     | 55          |
| Alessia Afi Dipolová | Slalom      | Nedokončila | Nedokončila | Nedokončila | Nedokončila | Nedokončila | Nedokončila |

## Běžecké lyžování
| Sportovec                   | Disciplína     | Výsledek | Výsledek | Výsledek |
| Sportovec                   | Disciplína     | Čas      | Ztráta   | Pořadí   |
| --------------------------- | -------------- | -------- | -------- | -------- |
| Mathilde-Amivi Petitjeanová | 10 km klasicky | 37:26.7  | +9:08.9  | 68       |